# Mistrzostwa Europy w Pływaniu 1989
XIX Mistrzostwa Europy w pływaniu które odbyły się w dniach 15-20 sierpnia 1989 w Bonn (RFN).

## Tabela medalowa
| Klasyfikacja medalowa |                 |    |    |    |     |
| Lp.                   | Państwo         | Z  | S  | B  | R-m |
| 1                     | NRD             | 15 | 8  | 10 | 33  |
| 2                     | Włochy          | 4  | 1  | 4  | 9   |
| 3                     | Węgry           | 3  | 3  | 1  | 7   |
| 4                     | ZSRR            | 2  | 5  | 2  | 9   |
| 5                     | Francja         | 2  | 3  | 0  | 5   |
| 6                     | Polska          | 2  | 2  | 2  | 6   |
| 7                     | Wielka Brytania | 2  | 0  | 1  | 3   |
| 8                     | RFN             | 1  | 3  | 3  | 7   |
| 9                     | Hiszpania       | 1  | 0  | 0  | 1   |
| 10                    | Holandia        | 0  | 4  | 3  | 7   |
| 11                    | Belgia          | 0  | 1  | 0  | 1   |
| 11                    | Bułgaria        | 0  | 1  | 0  | 1   |
| 11                    | Irlandia        | 0  | 1  | 0  | 1   |
| 14                    | Dania           | 0  | 0  | 2  | 2   |
| 14                    | Szwecja         | 0  | 0  | 2  | 2   |
| 16                    | Norwegia        | 0  | 0  | 1  | 1   |
| 16                    | Jugosławia      | 0  | 0  | 2  | 2   |
|                       | Razem           | 32 | 32 | 32 | 96  |

## Medaliści Mistrzostw Europy

### Konkurencje mężczyzn
| Konkurencja:           | Złoto:                                                                              | Czas      | Srebro:                                                                          | Czas     | Brąz:                                                                            | Czas     |
| 50 m Styl dowolny      | Wołodymyr Tkaczenko · ZSRR                                                          | 22,64     | Jewgienij Kotriaga · ZSRR                                                        | 22,67    | Nils Rudolph · NRD                                                               | 22,76    |
| 100 m Styl dowolny     | Giorgio Lamberti · Włochy                                                           | 49,24ER   | Jurij Baszkatow · ZSRR                                                           | 50,13    | Raimundas Mažuolis · ZSRR                                                        | 50,15    |
| 200 m Styl dowolny     | Giorgio Lamberti · Włochy                                                           | 1:46,69WR | Artur Wojdat · Polska                                                            | 1:47,96  | Anders Holmertz · Szwecja                                                        | 1:48,06  |
| 400 m Styl dowolny     | Artur Wojdat · Polska                                                               | 3:47,78   | Stefan Pfeiffer · RFN                                                            | 3:48,68  | Mariusz Podkościelny · Polska                                                    | 3:49,29  |
| 1500 m Styl dowolny    | Jörg Hoffman · NRD                                                                  | 15:01,52  | Stefan Pfeiffer · RFN                                                            | 15:01,93 | Mariusz Podkościelny · Polska                                                    | 15:19,29 |
| 100 m Styl grzbietowy  | Martín López-Zubero · Hiszpania                                                     | 56,44     | Siergiej Zabołotnow · ZSRR                                                       | 56,45    | Dirk Richter · NRD                                                               | 56,52    |
| 200 m Styl grzbietowy  | Stefano Battistelli · Włochy                                                        | 1:59,96   | Władimir Sełkow · ZSRR                                                           | 2:00,02  | Tino Weber · NRD                                                                 | 2:07,43  |
| 100 m Styl klasyczny   | Adrian Moorhouse · Wielka Brytania                                                  | 1:01,71   | Dmitrij Wołkow · ZSRR                                                            | 1:01,94  | Nick Gillingham · Wielka Brytania                                                | 1:02,12  |
| 200 m Styl klasyczny   | Nick Gillingham · Wielka Brytania                                                   | 2:12,90WR | Gary O’Toole · Irlandia                                                          | 2:15,73  | József Szabó · Węgry                                                             | 2:16,05  |
| 100 m Styl motylkowy   | Rafał Szukała · Polska                                                              | 54,47     | Bruno Gutzeit · Francja                                                          | 54,50    | Martin Herrmann · RFN                                                            | 54,54    |
| 200 m Styl motylkowy   | Tamás Darnyi · Węgry                                                                | 1:58,87   | Rafał Szukała · Polska                                                           | 2:00,62  | Matjaž Kozelj · Jugosławia                                                       | 2:00,73  |
| 200 m Styl zmienny     | Tamás Darnyi · Węgry                                                                | 2:01,03   | Raik Hannemann · NRD                                                             | 2:03,07  | Josef Hladky · RFN                                                               | 2:03,21  |
| 400 m Styl zmienny     | Tamás Darnyi · Węgry                                                                | 4:15,25   | Patrick Kühl · NRD                                                               | 4:16,08  | Christian Dahle · NRD                                                            | 4:37,79  |
| 4 × 100 m Styl dowolny | RFN · Peter Sitt · André Schadt · Bengt Zikarsky · Björn Zikarsky                   | 3:19,68   | Francja · Stéphan Caron · Christophe Kalfayan · Laurent Neuville · Bruno Gutzeit | 3:19,73  | Szwecja · Tommy Werner · Anders Holmertz · Håkan Karlsson · Joakim Holmqvist     | 3:19,76  |
| 4 × 200 m Styl dowolny | Włochy · Massimo Trevisan · Roberto Gleria · Giorgio Lamberti · Stefano Battistelli | 7:15,39   | RFN · Peter Sitt · Martin Herrmann · Erik Hochstein · Stefan Pfeiffer            | 7:17,38  | NRD · Uwe Daßler · Andree Matzk · Thomas Flemming · Steffen Zesner               | 7:17,79  |
| 4 × 100 m Styl zmienny | ZSRR · Siergiej Zabołotnow · Dmitrij Wołkow · Wadim Jaroszczuk · Jurij Baszkatow    | 3:41,44   | Francja · Franck Schott · Cédric Penicaud · Bruno Gutzeit · Stéphan Caron        | 3:43,09  | Włochy · Stefan Battistelli · Gianni Minervini · Marco Braida · Giorgio Lamberti | 3:43,14  |

### Klasyfikacja kobiet
| Konkurencja:           | Złoto:                                                                      | Czas      | Srebro:                                                                              | Czas    | Brąz:                                                                      | Czas    |
| 50 m Styl dowolny      | Catherine Plewinski · Francja                                               | 25,63     | Daniela Hunger · NRD                                                                 | 25,64   | Katrin Meißner · NRD                                                       | 25,87   |
| 100 m Styl dowolny     | Katrin Meißner · NRD                                                        | 55,38     | Manuela Stellmach · NRD                                                              | 55,40   | Marianne Muis · Holandia                                                   | 55,61   |
| 200 m Styl dowolny     | Manuela Stellmach · NRD                                                     | 1:58,93   | Marianne Muis · Holandia                                                             | 1:59,96 | Mette Jacobsen · Dania                                                     | 2:00,35 |
| 400 m Styl dowolny     | Anke Möhring · NRD                                                          | 4:05,84ER | Heike Freidrich · NRD                                                                | 4:10,14 | Manuela Melchiorri · Włochy                                                | 4:10,89 |
| 800 m Styl dowolny     | Anke Möhring · NRD                                                          | 8:23,99   | Astrid Strauss · NRD                                                                 | 8:28,24 | Irene Dalby · Norwegia                                                     | 8:28,59 |
| 100 m Styl grzbietowy  | Kristin Otto · NRD                                                          | 1:01,86   | Krisztina Egerszegi · Węgry                                                          | 1:02,44 | Anja Eichhorst · NRD                                                       | 1:03,10 |
| 200 m Styl grzbietowy  | Dagmar Hase · NRD                                                           | 2:12,46   | Krisztina Egerszegi · Węgry                                                          | 2:12,61 | Kristin Otto · NRD                                                         | 2:14,29 |
| 100 m Styl klasyczny   | Susanne Bornicke · NRD                                                      | 1:09,55   | Tania Dangalakova · Bułgaria                                                         | 1:09,65 | Manuela Dalla Valle · Włochy                                               | 1:10,39 |
| 200 m Styl klasyczny   | Susanne Bornicke · NRD                                                      | 2:27,77   | Brigitte Becue · Belgia                                                              | 2:29,94 | Jelena Wołkowa · ZSRR                                                      | 2:29,95 |
| 100 m Styl motylkowy   | Catherine Plewinski · Francja                                               | 59,08     | Jacqueline Jacob · NRD                                                               | 1:00,42 | Kathleen Nord · NRD                                                        | 1:00,81 |
| 200 m Styl motylkowy   | Kathleen Nord · NRD                                                         | 2:09,33   | Jacqueline Jacob · NRD                                                               | 2:10,94 | Mette Jacobsen · Dania                                                     | 2:12,63 |
| 200 m Styl zmienny     | Daniela Hunger · NRD                                                        | 2:13,26   | Marianne Muis · Holandia                                                             | 2:15,85 | Mildred Muis · Holandia                                                    | 2:17,23 |
| 400 m Styl zmienny     | Daniela Hunger · NRD                                                        | 4:41,82   | Krisztina Egerszegi · Węgry                                                          | 4:44,75 | Grit Müller · NRD                                                          | 4:46,06 |
| 4 × 100 m Styl dowolny | NRD · Katrin Meißner · Manuela Stellmach · Daniela Hunger · Heike Friedrich | 3:42,46   | Holandia · Diana van den Plaats · Marieke Mastenbroek · Mildred Muis · Marianne Muis | 3:43,66 | RFN · Katja Ziliox · Susanne Bosserhoff · Marion Aizpors · Birgit Lohberg  | 3:46,15 |
| 4 × 200 m Styl dowolny | NRD · Anke Möhring · Manuela Stellmach · Astrid Strauss · Heike Friedrich   | 7:58,54   | Holandia · Diana van den Plaats · Kirsten Silverster · Mildred Muis · Marianne Muis  | 8:08,00 | Włochy · Tanya Vanini · Orietta Patron · Silvia Persi · Manuela Melchiorri | 8:10,49 |
| 4 × 100 m Styl zmienny | NRD · Kristin Otto · Susanne Bornike · Jaqueline Jacob · Katrin Meißner     | 4:07,40   | Włochy · Lorenza Vigarini · Manuela Dalla Valle · Manuela Carosi · Silvia Persi      | 4:10,78 | Holandia · Ellen Elzerman · Kira Bulten · Judith Anema · Marianne Muis     | 4:11,53 |